# Chrissiesmeer
Chrissiesmeer (Lake Chrissie) est une petite ville située dans la municipalité de Msukaligwa dont le siège est à Ermelo, dans une zone humide de la province du Mpumalanga en Afrique du Sud, sur les rives nord du lac Chrissie éponyme.

## Histoire
Les San habitaient cette région avec les Tlou-tle qui vivaient sur des radeaux dans les grands lacs. 

## Géographie
Au total, il y a plus de 270 lacs dans la région située non loin de Carolina. Chaque année, près de 20000 flamants roses viennent se reproduire dans la région.